# Yatta
Pour l’article homonyme, voir Yatta!.
Yutta est une petite ville palestinienne de Cisjordanie plurimillénaire.

## Géographie
Yatta est une ville palestinienne de 133 km2 située à 12 km au sud d'Hébron, en Cisjordanie.
Elle est environnée par Hébron au nord, par As-Samou' au sud, par la mer morte à l'est et par Doura à l'ouest.

## Climat
Yatta se trouve sur un plateau situé à 820 m d'altitude.
Yatta a un climat tempéré plutôt chaud, avec des températures comprises entre 3,9° C (janvier) et 28,9° C (juillet et août). 
L'hiver y est froid et pluvieux. Le printemps, qui débute fin mars/début d'avril, laisse place à un été chaud et sec. 

## Histoire
L'histoire de Yatta remonte à l'époque cananéenne. À cette époque la ville s'appelait "Yutta", ce qui veut dire la terre plate. Yutta fut un berceau du christianisme, comptant probablement l'une des premières églises consacrées au culte chrétien du monde.
À l'époque romaine, elle s'appelait "Letaem".
On y trouvait des puits, des caves et des bâtiments.
Certains avancent que Yatta est la ville du prophète Zacharie, et que son fils Jean le Baptiste y est né alors que la Vierge Marie y rendait visite à sa cousine.

## Population
D’après le recensement de 2010, la population de Yatta s'élevait à environ 110 000 personnes, avec 51 % d'hommes et 49 % de femmes. Elle augmenterait au rythme de 4,5 % par an. 47,3 % des habitants auraient moins de 15 ans et 49,5 % auraient entre 15 et 64 ans.

## Éducation
On dénombrerait vingt-deux écoles publiques et deux écoles privées sur la commune. Quatre de ces écoles seraient mixtes, dix seraient réservées aux filles et les restantes seraient réservées aux garçons.
En 2007, le nombre d'analphabètes était estimé à 3 384 personnes, 73 % d'entre elles étaient des femmes. 
Toujours en 2007, 27,8 % des habitants savaient lire et écrire. Parmi eux, 11,8 % avaient le baccalauréat. 

## Santé
On dénombre 48 établissements de santé publics et privés, dont un hôpital public, deux centres de maternité et d'enfance, une clinique et deux laboratoires médicaux.
Yatta rencontre plusieurs difficultés dans le domaine de la santé. La ville souffre d'un manque d'assainissements, notamment en raison de la croissance rapide de sa population. Elle souffre aussi d'un manque de personnel médical, de médecins spécialistes, de médicaments et d'ambulances.

## Économie
On trouve beaucoup d'activités économiques et industrielles à Yatta, dont 600 épiceries, 350 magasins de vêtements, des stations-service, des usines, 14 fabriques de savon.
Selon les résultats de l'enquête de terrain sur la répartition du travail par activité économique de 2009 menée par la municipalité locale, 75 % des habitants de Yatta travaillent dans les territoires occupés comme ouvriers et 8 % sont des employés.
8 % des habitants travailleraient dans le commerce, et les autres se répartiraient principalement dans l'agriculture et l'industrie.